# جيمس بوادو
جيمس بوادو (بالإنجليزية: James Boadu)‏ هو لاعب كرة قدم غاني في مركز الهجوم، ولد في 24 يناير 1985 في Tafo ‏ في غانا. لعب مع أوفتاس سبور ونادي إيدوبياس يونايتد الجديد ونادي فلازنيا إشقودرة ونادي ميدياما.

## وصلات خارجية
- جيمس بوادو على موقع اتحاد تركيا (لاعب) (الإنجليزية)
- جيمس بوادو على موقع قاعدة بيانات كرة القدم.إي يو (الإنجليزية)